# Анке, Ханнелоре
Ханнелоре Анке (нем. Hannelore Anke; род. 8 декабря 1957, Бад-Шлема) — германская спортсменка, выступавшая в плавании брассом, двукратная олимпийская чемпионка, трёхкратная чемпионка мира.
На Олимпийских играх 1976 года в Монреале завоевала золотые медали на дистанции 100 метров брассом и в комбинированной эстафете 4×100 метров.
Дважды устанавливала мировые рекорды в плавании на 100 метров брассом и в эстафете.
В 1990 году занесена в Международный зал славы плавания в Форт-Лодердейле, шт. Флорида.